# ル・プリエールロケット
ル・プリエールロケット弾 （Le Prieur rocket）は第一次世界大戦でフランス軍が採用した空対空焼夷ロケット弾である。イギリス軍やベルギー軍でも運用されている。

## 概要
フランス軍中尉イヴ・プリエール（Yves le Prieur）により開発されたロケット弾。1916年に採用され、水素気嚢に対して有効性が認められたため、大戦中を通して対飛行船、対観測気球用に使用された。

## 構造

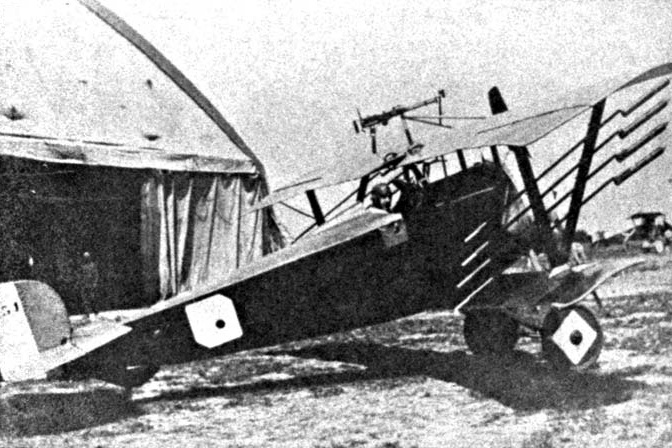
ニューポール16戦闘機に装備されたル・プリエールロケット弾

19世紀にイギリス軍が用いた「コングリーヴ・ロケット」と同様、大型のロケット花火その物である。
金属製の弾頭には黒色火薬200gが充填されており、空気抵抗を減少させるために先端部には三角錐のコーンが被せられている。本体後部からは長さ1.5m程の木製（松）の棒が伸びていて飛行時の安定を保つ。
ロケットは数発が主翼の支柱に取り付けられ、発射はコクピットからの電気点火により行われる。弾道は不安定なので有効射程は短く、正確な直線軌道を描けるのは100から150m程度（115m説が有力）であるが、命中時は当時の小口径機関銃よりも格段に大きなダメージを与える事が出来た。
ル・プリエールロケット弾を用いたパイロットで最も有名なのはベルギーのエース、ウイリー・コッペン（Willy Coppens）で、32基の観測気球を撃墜した「バルーンエース」である。

## 主な装備機
ニューポール 11/16/17、SPAD VII/ XIII、アンリオ HD.1、ファルマンF.20/F.40、ソッピース ベビー、ソッピース パップ、ソッピース キャメル、RAF B.E.2/.12
ロケット弾の装備数は左右合わせて8発が標準だが、SPADは6発。ファルマンF.40及びBE.12は10発であった。

## 登場作品

### ゲーム
『どらごにっく☆あわー!』
PBM。ドラゴン撃墜用にロンガロンガ王国陸軍航空隊のPCが、FE.2dへ8発（後に12発）を改造して装備。
『バトルフィールド1』
FPS。「ボマーキラー」（邦訳は「炸裂ロケット」）との呼称で、戦闘機、攻撃機の翼支柱に装備可能。威力が大きく対空の他、対地にも使える汎用兵器。